# روبن خان-آزات
روبن خان-آزات (ارمنی: Ռուբեն Խան-Ազատ؛ زاده ۱۸۶۲ – درگذشته ۱۹۲۹) یک کنشگر اهل ارمنستان و یکی از بنیانگذاران و رهبران حزب سوسیال دموکرات هنچاکیان بود.

## تالیفات
- "Idealism or materialism?" (۱۹۰۴)
- "What is a Constitutuion?" (۱۹۰۷)
- "Dashnaktsutyun and its Leaders" (۱۹۰۷)